# Hôtel Baschy-du-Cayla
L’hôtel Baschy-du-Cayla est un hôtel particulier situé à Montpellier, dans le département de l'Hérault.
Acquis par la ville au cours des années 1970, il abritait depuis 1984 un centre de loisirs, Le Relais, Maison des Enfants dans la Ville au premier étage, ainsi qu'une crèche municipale au rez-de-chaussée La Maison des Enfants. Ces deux structures ont du quitter les lieux en début d'année 2025 à la suite de découverte de plomb dans le bâtiment. Celui ci a été fermé au public le 1er mars 2025 et va devoir subir plusieurs années de travaux.

## Histoire
Ce bâtiment a fait l’objet d’une première inscription au titre des monuments historiques en 1944 étendue en 1990 (escalier, façade jardin, salle à manger) puis à tout le bâtiment depuis le 28 mai 2018.